# Jugoslaviska förstaligan i fotboll 1964/1965
Jugoslaviska förstaligan i fotboll 1964/1965 hade ett udda antal lag, sedan FK Vardar tilläts delta fastän man åkte ur serien föregående säsong. Detta hade sin bakgrund i jordbävningen i Skopje 1963, och anledningen var att man ville höja moralen hos Skopjes invånare.

## Lag
Vid slutet av föregående säsong åkte only FK Novi Sad was nedflyttade - in spite of finishing last, FK Vardar was allowed to stay in top flight due to the 1963 Skopje earthquake. Då NK Zagreb och Sutjeska Nikšić flyttades upp från Jugoslaviska andraligan, bestod ligan av 15 lag.
| Lag           | Ort      | Federal enhet              | Placering 1963/1964 |
| ------------- | -------- | -------------------------- | ------------------- |
| Dinamo Zagreb | Zagreb   | SR Kroatien                | 3                   |
| Hajduk Split  | Split    | SR Kroatien                | 10                  |
| OFK Belgrad   | Belgrad  | SR Serbien                 | 2                   |
| Partizan      | Belgrad  | SR Serbien                 | 5                   |
| Radnički Niš  | Niš      | SR Serbien                 | 8                   |
| Röda stjärnan | Belgrad  | SR Serbien                 | 1                   |
| Rijeka        | Rijeka   | SR Kroatien                | 9                   |
| Sarajevo      | Sarajevo | SR Bosnien och Hercegovina | 4                   |
| Sutjeska      | Nikšić   | SR Montenegro              | i.u.                |
| Trešnjevka    | Zagreb   | SR Kroatien                | 11                  |
| Vardar        | Skopje   | SR Makedonien              | 14                  |
| Velež         | Mostar   | SR Bosnien och Hercegovina | 12                  |
| Vojvodina     | Novi Sad | SR Serbien                 | 7                   |
| NK Zagreb     | Zagreb   | SR Kroatien                | i.u.                |
| Željezničar   | Sarajevo | SR Bosnien och Hercegovina | 6                   |

## Tabell
| Nr | Lag           | S  | V  | O  | F  | GM | IM | MS  | P  |
| -- | ------------- | -- | -- | -- | -- | -- | -- | --- | -- |
| 1  | Partizan      | 28 | 19 | 5  | 4  | 62 | 34 | +28 | 43 |
| 2  | Sarajevo      | 28 | 15 | 5  | 8  | 52 | 38 | +14 | 35 |
| 3  | Röda stjärnan | 28 | 13 | 9  | 6  | 50 | 38 | +12 | 35 |
| 4  | Rijeka        | 28 | 14 | 6  | 8  | 47 | 30 | +17 | 34 |
| 5  | Željezničar   | 28 | 13 | 7  | 8  | 39 | 30 | +9  | 33 |
| 6  | Zagreb        | 28 | 12 | 5  | 11 | 47 | 42 | +5  | 29 |
| 7  | Radnički Niš  | 28 | 9  | 10 | 9  | 39 | 33 | +6  | 28 |
| 8  | Dinamo Zagreb | 28 | 11 | 4  | 13 | 35 | 34 | +1  | 26 |
| 9  | Vojvodina     | 28 | 8  | 10 | 10 | 32 | 37 | −5  | 26 |
| 10 | OFK Belgrad   | 28 | 9  | 6  | 13 | 35 | 40 | −5  | 24 |
| 11 | Vardar        | 28 | 6  | 11 | 11 | 23 | 33 | −10 | 23 |
| 12 | Hajduk Split  | 28 | 7  | 9  | 12 | 28 | 39 | −11 | 23 |
| 13 | Velež         | 28 | 9  | 3  | 16 | 37 | 53 | −16 | 21 |
| 14 | Trešnjevka    | 28 | 7  | 7  | 14 | 27 | 46 | −19 | 21 |
| 15 | Sutjeska      | 28 | 6  | 7  | 15 | 31 | 57 | −26 | 19 |